# Monopyle mexiae
Monopyle mexiae là một loài thực vật có hoa trong họ Tai voi. Loài này được C.V. Morton mô tả khoa học đầu tiên năm 1945.